# T-122 Sakarya
T-122 Sakarya  — турецька реактивна система залпового вогню

## Історія
РСЗВ T-122 Sakarya фактично є турецьким варіантом БМ-21 Град. Прототип цієї системи з'явився у 1995. Масове виробництво фірмою Roketsan Missiles Industries Inc. почалось в 1997 році. До 2008 було виготовлено 72 системи, та виробництво продовжується і понині. Система активно просувається на експорт. Крім поставок РСЗВ турецька фірма також поставляє пакети від T-122 Азербайджану (проект Lynx) та Казахстану (Naiza).

## Конструкція
Артилерійська система базується на базі вантажівки німецького виробництва MAN 26.281 (з 2005 - на MAN 26.372), крім того в серійному виробництву є також варіант на T-300 Kasirga. Артилерійська частина ранніх варіантів бойових машин включає два півпакети по 20 трубчастих напрямних, модернізованих - два моноблоки з 20 одноразовими транспортно-пусковими контейнерами, що виготовляються з полімерних композитних матеріалів. Вони встановлюються на бойову машину за допомогою бортового крана бойової машини. Час перезарядження складає в цьому випадку близько 5 хвилин. Моноблоки споряджаються реактивними снарядами на заводі-виробнику і герметизуються.
Некеровані ракети для T-122 Sakarya виготовляються турецькими фірмами MKEK та Roketsan:
- SR-122 і SRB-122 з дальністю польоту 20 км;
- TR-122 і TRB-122 із збільшеною до 40 км дальністю польоту;
- TRK-122 з дальністю польоту 30 км і касетної головною частиною.
Некеровані реактивні снаряди SR-122 і TR-122 комплектуються головною частиною фугасної типу і призначені для ураження легкоброньованих цілей та  живої сили противника. Головна частина цього типу мають заряд вибухової речовини вагою 6,5 кг на базі тротилу та гексогену і контактний детонатор. При вибуху головна частина дає близько 2400 осколків і забезпечує радіус ураження більше 20 м.
Некеровані реактивні снаряди SRB-122 і TRB-122 мають головну частину осколково-фугасного типу з готовими вражаючими елементами у вигляді сталевих кульок (більше 5500). Вага заряду ВР - 4 кг. Головна частина комплектується детонатором неконтактного типу і має радіус ураження більше 40 м.
Касетна головна частина НУРС TRK-122 призначена для ураження броньованої техніки, живої сили, складів і фортифікаційних споруд. Головна частина споряджається 50 кумулятивно-осколковими і 6 запальними бойовими елементами, що забезпечує радіус ураження - 7,5 м. 
Крім того, є можливість використання всієї номенклатури ракет для БМ-21 "Град" та його клонів. Повний пакет з 40 ракет вистрілюються за 80 секунд, при тому площу ураження 500 x 500 м.
На Т-122 використовується сучасна система управління вогнем «BORA-2100», що забезпечує:
- Тестування системи перед і під час стрільби;
- Автоматичний розрахунок вихідних даних для стрільби НУРС з різними типами головних частин;
- Автоматичне наведення наведення пакета спрямовувачів без виходу розрахунку з кабіни;
- Стрілянину одиночними НУРС або залпом з темпом стрільби 2 с;
- Зберігання в пам'яті даних про розташування 20 цілей;
- Введення метеорологічної інформації в МЕТСМ або аналогічних форматах.

## Країни - оператори
- Туреччина – 76
- Азербайджан[4]
- ОАЕ[5]